# 脛骨
脛骨（けいこつ、ラテン語: tibia、英語: shin bone）は、四肢動物の後肢を構成する長骨の一つである。腓骨とともに膝から足首の間を構成し、脚の内側前面にある。大腿骨に次いで2番目に長い骨である。
脚および足の脛骨側を脛側（けいそく）という。医学用語の内側（ないそく）および日常語の内側（うちがわ）と同じである。脛側の反対側を腓側（ひそく）と呼ぶ。

## 脛骨と関節する骨
ここでは人間の脛骨の特徴について述べる。近位端は、大腿骨、膝蓋骨とともに膝関節を形成する。近位端の内側には内側顆、外側には外側顆が大きく張り出しており、その上面に2つの上関節面がある。上関節面は大腿骨の内側上顆と外側上顆に対応する。上関節面と大腿骨端の間には半月があり、クッションの役割を果たす。前面の脛骨粗面には膝蓋靱帯が付く。
脛骨の骨体の断面は三角形となっており、前縁、骨間縁、内側縁の3つの稜線に区切られている。前縁は鋭く、皮膚の上から触れる（弁慶の泣き所）。後面の上部にはヒラメ筋線があり、ヒラメ筋が付く。
遠位端は、腓骨、距骨とともに足首の関節を形成する。内側に内果が張り出しており、皮膚の上から触れる（うちくるぶし）。下関節面が上から、内果関節面が側面から距骨に向かっている。

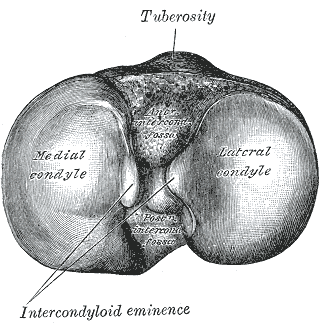
脛骨の近位端。左右に上関節面がある。

## 脛骨から起始する筋肉
- ヒラメ筋（ヒラメ筋線）
- 前脛骨筋（脛骨の外側顆、脛骨の外側面の上部2/3）
- 長腓骨筋（脛骨の外側顆）
- 長趾伸筋（脛骨の外側顆）
- 後脛骨筋（脛骨の後面）
- 長趾屈筋（脛骨後面の中央部）

## 脛骨に停止する筋肉
- 大腿筋膜張筋（脛骨外側）
- 薄筋（脛骨上部の内側面）
- 大腿直筋（脛骨粗面）
- 中間広筋（脛骨粗面）
- 外側広筋（脛骨粗面）
- 内側広筋（脛骨粗面）
- 縫工筋（脛骨上部の内側面）
- 半膜様筋（脛骨の内側顆）
- 半腱様筋（脛骨上部の内側面）
- 膝窩筋（脛骨上部の後面）